# Moldova 2
Moldova 2 è il secondo canale televisivo di TRM, l'emittente radiotelevisiva pubblica moldava.
È stato lanciato il 3 maggio 2016 su suggerimento dell'Unione europea di radiodiffusione per coprire la sezione riguardante lo sport.